# Никифор Попконстантинов
Никифор Поконстантинов е виден възрожденски учител, книжовник и революционер.

## Биография
Роден е в Елена на 26 май 1824 година. Учи в Херсонската духовна семинария в Руската империя. През 1845 година създава в Пазарджик Трето класно училище в България по примера на Еленската Даскалоливница, дело на Иван Момчилов и Никола Михайловски. Никифор Поконстантинов откликва на молбата на първенците от Пазарджик и родолюбиви радетели за просвета на български език, а не на гръцки Юрдан Ненов, Михаил Куманов и Георги Райков. След Пазарджик се прибира в Елена и там учителства в продължение на 20 години. През 1863 година основава в къщата на Иларион Макариополски 21-вото в България читалище с будното име „Напредък“, заедно с училище за възрастните.
Никифор Поконстантинов заема длъжността училищен инспектор, учител в Богословското училище при Петропавловския манастир (Лясковски манастир) край Лясковец и директор на девическата гимназия в Търново.
Като книжовник превежда, пише и издава три книги: „Нравствена философия“ (1847); „Цветосъбрание“ (малък сборник от статии на църковнославянски език, Цариград, 1858); „Наш приятел, книга за учение в училищата и вкъщи“, (превод от руски, Виена, 1875 и Русе, 1880).
По-късно става революционер. Той е връзката на Еленския таен революционен комитет с Васил Левски и Ангел Кънчев. Умира на 27 декември 1881 година.